# Sông Guaporé
Sông Guaporé nằm tại miền tây Brasil dọc theo biên giới với Bolivia. Tên tiếng Bolivia của sông là Río Iténez.
Sông khởi nguồn từ dãy Mato Grosso của Brasil cách khoảng 150 km về phía đông bắc Pontes e Lacerda. Từ thị trấn này, sông chảy về phía tây khoảng 120 km, đến Vila Bela da Santíssima Trindade nó hợp dòng với Rio Alegre. Sông sau đó đổ hướng về phía tây bắc với chiều dài khoảng 180 km và sau đó tạo thành biên giới giữa bang Mato Grosso và Rondônia của Brasil ở phía đông bắc, và tỉnh Santa Cruz và Beni của Bolivia ở phía đông nam. Tại đây sông mang tên Iténez bên phía Bolivia và Guaporé bên phía Brasil, trước khi hợp dòng vào sông Mamoré tại Sorpresa.